# Zynga Dallas
Zynga Dallas (tiền thân là Bonfire Studios) là một công ty phát triển game có trụ sở tại Dallas, Texas, Mỹ. Sau khi Ensemble Studios bị Microsoft đóng cửa, có tới bốn studio khác nhau được các thành viên của Ensemble tạo ra. Bonfire Studios là một trong số đó. Vào cuối tháng 7 năm 2010, nhóm đã phát hành tựa game We Farm cho Apple iOS. Ngày 5 tháng 10 năm 2010, Bonfire Studios được hãng Zynga mua lại và đổi tên thành Zynga Dallas.